# Atlas de Joudes
Atlas de Joudes, född 14 mars 2010 i Frankrike, är en fransk varmblodig travhäst som tävlade mellan 2012 och 2014. Han tränades av sin ägare Philippe Allaire under hela karriären, och kördes då av Joseph Verbeeck.
Under sin tävlingskarriär sprang han in 269 900 euro på 25 starter varav 4 segrar och 3 andraplatser samt 2 tredjeplatser. Han tog karriärens största seger i Prix Paul-Viel (2013).
Han har även segrat i stora lopp som Prix Phaedra (2012) och kommit på andraplats i Prix Timoko (2012), Prix Emmanuel Margouty (2012) och Prix Maurice de Gheest (2013) och på tredjeplats i Prix Louis Cauchois (2012) och Prix de l'Étoile (2013).

## Statistik
| Statistik för Atlas de Joudes (Ref.) | Statistik för Atlas de Joudes (Ref.) | Statistik för Atlas de Joudes (Ref.) | Statistik för Atlas de Joudes (Ref.) | Statistik för Atlas de Joudes (Ref.) | Statistik för Atlas de Joudes (Ref.) |
| ------------------------------------ | ------------------------------------ | ------------------------------------ | ------------------------------------ | ------------------------------------ | ------------------------------------ |
| Starter                              | Placeringar                          | Startprissumma                       | Segerprocent                         | Platsprocent                         | Rekord                               |
| 25                                   | 4-3-2                                | 269 900 euro                         | 16 %                                 | 36 %                                 | 1.13,4ak,                            |

### Större segrar
| År   | Lopp           | Kusk            | Vinstbelopp | Grupp   |
| ---- | -------------- | --------------- | ----------- | ------- |
| 2013 | Prix Paul-Viel | Joseph Verbeeck | 54 000 EUR  | Grupp 2 |